# Ominelite
La ominelite è un minerale.